# فیلیپ نوواک
فیلیپ نوواک (چکی: Filip Novák؛ زادهٔ ۲۶ ژوئن ۱۹۹۰) بازیکن فوتبال اهل جمهوری چک است.
از باشگاه‌هایی که در آن بازی کرده‌است می‌توان به باشگاه فوتبال ترابزون‌اسپور، باشگاه فوتبال باومیت یابلونتس، باشگاه فوتبال فاستاو زلین، باشگاه فوتبال فنرباغچه، و باشگاه فوتبال میتیولن اشاره کرد.
وی همچنین در تیم‌های ملی فوتبال زیر ۲۱ سال جمهوری چک، و جمهوری چک بازی کرده‌است.